# Nemophas leuciscus
Nemophas leuciscus es una especie de escarabajo longicornio del género Nemophas, subfamilia Lamiinae. Fue descrita científicamente por Pascoe en 1866.
Se distribuye por Indonesia. Posee una longitud corporal de 33 milímetros.